# Berenike (herodiansk prinsessa)
Berenice, död efter 1 e.Kr., var en herodiansk prinsessa. 
Hon var dotter till Salome I och Costobarus och systerdotter till kung Herodes den store. Hon gifte sig med sin kusin prins Aristobulus IV, och blev mor till Agrippa I och Herodias.
Hennes make avrättades år 7 f.Kr av sin far och Berenice anklagades för att ha bidragit till sin makes död. Hon ställdes inte inför någon rättsprocess, och gifte senare om sig. Hon levde ännu år 1. 